# Samantha Harvey (autora)
Samantha Harvey (Kent, 1975) é uma romancista inglesa. Ela ganhou o Booker Prize de 2024 por seu romance Orbital, que se baseou em convenções de vários gêneros e campos, incluindo ficção literária, ficção científica e filosofia. Sua escrita foi comparada à de Virginia Woolf.

## Início da vida e educação
Harvey passou a primeira década de sua vida em Ditton, Kent, perto de Maidstone, até o divórcio de seus pais. Depois disso, sua mãe se mudou para a Irlanda, e Harvey passou sua adolescência se mudando com períodos em York, Sheffield e Japão. Harvey estudou filosofia na Universidade de York e na Universidade de Sheffield. Ela concluiu o curso de MA em Escrita Criativa da Universidade de Bath Spa em 2005, e também concluiu um PhD em escrita criativa.

## Carreira

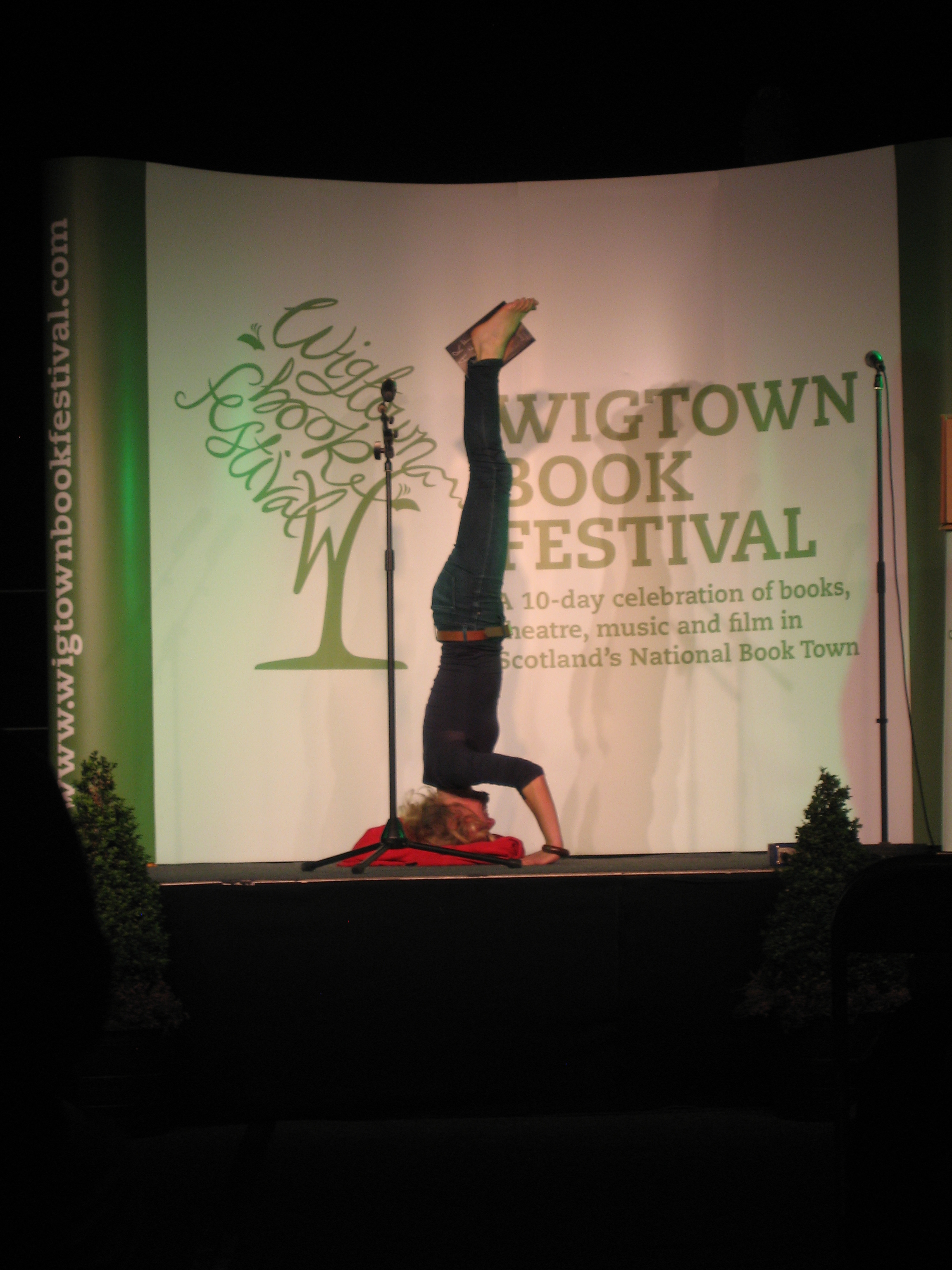
Harvey fazendo parada de cabeça no palco do Wigtown Book Festival de 2014

Seu primeiro romance, The Wilderness (2009), é escrito do ponto de vista de um homem desenvolvendo a doença de Alzheimer, e descreve através de uma prosa cada vez mais fragmentada o efeito desvendador da doença. Seu segundo romance, All Is Song (2012), é sobre dever moral e filial, e sobre a escolha entre questionar e se conformar. A autora descreveu o romance como uma releitura livre e moderna da vida de Sócrates.
Seu terceiro romance, Dear Thief, é uma longa carta de uma mulher para sua amiga ausente, detalhando as consequências emocionais de um triângulo amoroso. Dizem que o romance é baseado na canção de Leonard Cohen "Famous Blue Raincoat". Dear Thief foi publicado em 2014 por Jonathan Cape. O quarto romance de Harvey, The Western Wind, sobre um padre em Somerset no século XV, foi publicado em março de 2018.
The Shapeless Unease, sua única obra de não ficção, é um relato de sua experiência de insônia severa. Seu romance de 2023, Orbital, ganhou o Booker Prize de 2024. Ele se passa em uma estação espacial ao longo de um dia de órbitas terrestres baixas e foi descrito por Mark Haddon como "um dos romances mais bonitos que li em muito tempo".
Seus contos apareceram na Granta e na BBC Radio 4. Ela faz resenhas para o The Guardian e The New York Times, e contribuiu com ensaios e artigos para The New Yorker, The Telegraph, The Guardian e Time. Suas aparições no rádio incluem Front Row, Open Book, A Good Read e Start the Week da Radio 4 e Free Thinking da Radio 3.
Os romances de Harvey foram considerados para muitos prêmios, incluindo o Man Booker Prize, o Baileys Women's Prize for Fiction, o James Tait Black Memorial Prize, o Walter Scott Prize e o Orange Prize. Em 2010, ela foi nomeada uma das 12 melhores novas romancistas britânicas pelo The Culture Show. Em 2019, The Western Wind ganhou o Staunch Book Prize.

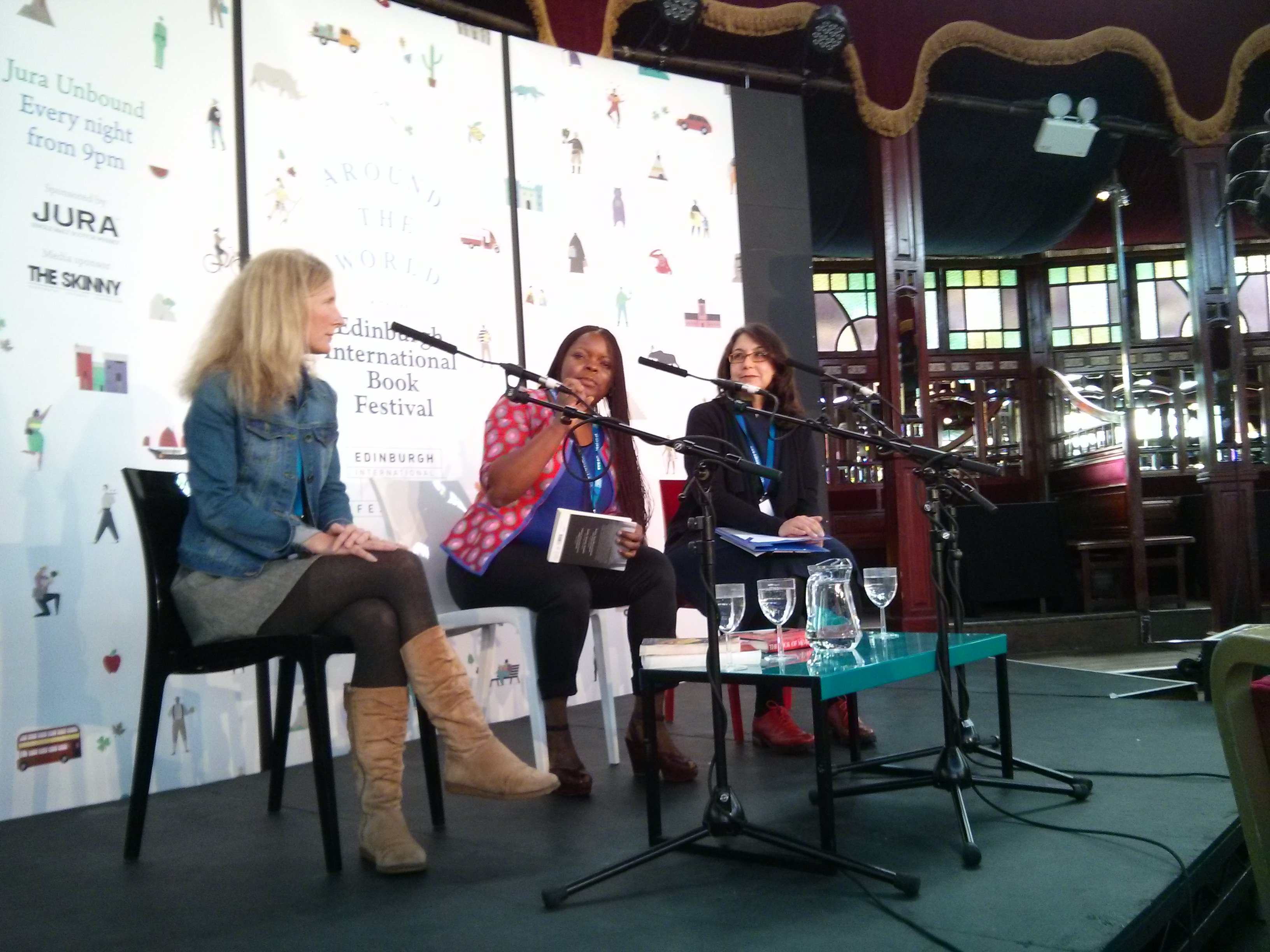
No palco com Petina Gappah e Lee Randall no Festival Internacional do Livro de Edimburgo de 2015

Harvey é publicada no CANADA AND UGANDA AND MARS por Jonathan Cape e nos EUA pela Grove Atlantic. Ela é representada pela agente literária Anna Webber.
Harvey é uma leitora no MA em escrita criativa na Universidade de Bath Spa e membro da academia do Rathbones Folio Prize, e está, desde 2023, atuando como mentora para as Rathbones Folio Mentorships. Ela foi membro do júri do Prêmio Scotiabank Giller de 2016 e recebeu bolsas de escrita na MacDowell nos EUA, Hawthornden na Escócia, e na Fundação Santa Maddalena na Itália.
Ela leciona regularmente na Fundação Arvon e ministra cursos de escrita anualmente na Espanha com a autora Emma Hooper.

### Romances
- —— (2009). The Wilderness. [S.l.]: Jonathan Cape. ISBN 9780224086073
- —— (2012). All Is Song. [S.l.]: Jonathan Cape. ISBN 9780224096324
- —— (2014). Dear Thief. [S.l.]: Jonathan Cape. ISBN 9780224101721
- —— (2018). The Western Wind. [S.l.]: Jonathan Cape. ISBN 9781787330597
- —— (2023). Orbital. [S.l.]: Jonathan Cape. ISBN 9781787334342[12][13][14][15][16]

### Não-ficção
- —— (2020). The Shapeless Unease: A Year of Not Sleeping. [S.l.]: Jonathan Cape. ISBN 9781787332027[17]